# Třešťská pahorkatina
Třešťská pahorkatina je geomorfologický okrsek tvořící součást Brtnické vrchoviny. Pahorkatina s údolím horní Jihlavy a s nesouměrným údolím Třešťského potoka. Západní část tvoří dvojslídné žuly až adamellity, východní část cordieritické ruly. Pahorkatinu tvoří hřbety směru sever jih, které se sklánějí v východu. Pokrývá ji mřížovitá říční síť. Údolí Třešťského potoka je výrazně nesouměrné. Nejvyšším bodem je Havlův kopec (678 m), který se nachází 0,6 km severozápadně od obce Lovětín. Povrch tvoří převážně pole, drobné lesíky skládající se ze smrku, místy s borovicí, dále pak březové lesíky a zbytky luk s vlhkomilnými druhy.